# Giant's Castle
Giant's Castle (Velikanov grad) je gora v Zmajevem gorovju v KwaZulu-Natalu v Južni Afriki. Vključuje travnato planoto, ki je med globokimi dolinami južnega konca osrednjega Zmajevega gorovja. Oblika vrhov in pečine naj bi skupaj spominjala na profil spečega velikana; od tod tudi ime gore.
Giant's Castle je najbolj znan po svojem naravnem rezervatu in kamnitih umetninah Grmičarjev, ki so ohranjene v njegovih glavnih jamah, rezervat za divjad pa je dom elanda, brkatega sera in kapskega jastreba. Območje velja za eno od številnih pustolovskih območij Južne Afrike in privablja pohodnike, navdušence nad naravo in druge turiste. Vsako leto aprila gosti tudi maraton Giant's Challenge. 

## Pohodniške poti
V rezervatu Giant's Castle Game Reserve je več kot 25 pohodniških poti. Mreža 285 kilometrov poti tukaj vključuje 3 do 30 kilometrske pohode, ki trajajo od 1 ure do noči.
Trenutno je v območju 14 priznanih prehodov v steni (naštetih od severa proti jugu):
- Corner Pass[1]
- Around the Corner Pass (variantna pot na Corner Pass z alternativnim vrhom)
- Judge Pass[2]
- Gypaetus Pass (odprt v septembru 2012)[3]
- Bannerman Pass[4]
- Thumb Pass (odprt 1997)[5]
- North Hlubi Pass[6]
- South Hlubi Pass[6]
- Langalibalele Pass[7]
- Bond Pass (odprt 2014)[8]
- North Jarding/Jarateng Pass[9]
- Central Jarding/Jarateng Pass
- South Jarding/Jarateng Pass
- Giant's Castle Pass[10]